# María Isabel Mejía Jaramillo
María Isabel Mejía Jaramillo (Cali, 8 de diciembre de 1958) es una ingeniera de sistemas y computación colombiana. Dirigió el Proyecto Año 2000 (Y2K) de Colombia en 1999-2000, el Programa Computadores para Educar en 2000-2006, el Programa Gobierno en línea (Agenda de Conectividad) en 2006-2010, y fue viceministra de Tecnologías y Sistemas de la Información en 2012-2016. Actualmente trabaja por la transformación digital de los gobiernos desde la CAF.

## Trayectoria
Luego de terminar la carrera de Ingeniería de Sistemas y Computación en la Universidad de Los Andes en 1982, trabajó en el Centro Distrital de Sistematización y Servicios Técnicos de la Alcaldía de Bogotá, el Ministerio de Agricultura, Caracol TV y la Secretaría de Informática de la Presidencia de la República.
En 1999, desde el Departamento Nacional de Planeación en el gobierno de Andrés Pastrana lideró el Y2K, como se conoció al problema del año 2000, para llevar tecnológicamente a Colombia al cambio de milenio.
Entre el 2000 y el 2006, durante los gobiernos de Andrés Pastrana y de Álvaro Uribe, fue la gestora y primera directora del programa Computadores para Educar, una iniciativa conjunta del Ministerio de Tecnologías de la Información y las Comunicaciones (Mintic), el Ministerio de Educación y el Servicio Nacional de Aprendizaje, bajo el cual diseñó las estrategias de promoción, gestión de donaciones, reacondicionamiento de computadores y acompañamiento educativo, beneficiando a dos millones de niños de escasos recursos en los lugares más apartados de Colombia.
Entre el 2006 y el 2010 dirigió el Programa Gobierno en línea del Mintic en la gestión de María del Rosario Guerra, con el reto de darle un nuevo impulso al gobierno digital en Colombia. Rediseñó la estrategia y llevó al país a convertirse por primera y única vez en el líder de América Latina y el Caribe en gobierno electrónico y noveno a nivel mundial en servicios en línea, de acuerdo con el Índice de Gobierno electrónico 2010 de las Naciones Unidas.
Entre el 2010 y 2012 pasó a la actividad privada frente a la construcción y desarrollo de la Marina Puerto Velero cerca de la ciudad de Barranquilla.
En 2012 regresa a la labor pública durante el gobierno de Juan Manuel Santos, para ponerse frente a la creación de un nuevo Viceministerio en el Mintic liderado por Diego Molano Vega, asumiendo como viceministra de Tecnologías y Sistemas de la Información, y teniendo a su cargo las políticas públicas de infraestructura y arquitectura tecnológica del Estado, seguridad, privacidad e interoperabilidad de los sistemas, de gobierno digital, de desarrollo de la industria de TI, de administración y desarrollo del dominio .CO, fungiendo como CIO del Estado. En julio de 2016 renuncia al cargo de viceministra, siendo sustituida por Daniel Quintero Calle.
Entre 2016 y 2019 se dedica a la creación y conducción de emprendimientos tecnológicos, como Info Projects, CityScan y PROA IA, los cuales desarrollan proyectos y soluciones innovadoras para la transformación digital.
Entre mayo de 2019 y noviembre de 2023 fue ejecutiva senior de la Dirección de Innovación Digital del Estado de Banco de Desarrollo de América Latina - CAF, desde donde impulsó la transformación digital en los gobiernos de Iberoamérica.
Posteriormente se unió como afiliada al Centro Berkman Klein para Internet y Sociedad de la Universidad de Harvard.

## Reconocimientos
En sus cuatro décadas de trayectoria profesional, Mejía Jaramillo ha sido destacada como referente en tecnología por diversas publicaciones colombianas. En 2018, fue reconocida por la plataforma global de aprendizaje para gobierno, Apolitical, como una de las 100 personas más influyentes del mundo en gobierno digital.